# Mastelero (Tabasco)
Mastelero es una localidad del municipio de Huimanguillo ubicado en la subregión de la Chontalpa del estado mexicano de Tabasco.

## Geografía
La localidad de Mastelero se sitúa en las coordenadas geográficas 17°49′08″N 93°23′09″O / 17.818889, -93.385833, a una elevación de 24 metros sobre el nivel del mar.

## Demografía
Según el Conteo de Población y Vivienda 2020, efectuado por el Instituto Nacional de Estadística y Geografía, la localidad de Mastelero tiene 627 habitantes, de los cuales 319 son del sexo masculino y 308 del sexo femenino. Su tasa de fecundidad es de 2.74 hijos por mujer y tiene 186 viviendas particulares habitadas.
| Gráfica de evolución demográfica de Mastelero entre 2000 y 2020 |
|                                                                 |
| INEGI.                                                          |